# Clarence Spears
Clarence Wiley „Doc” Spears (DeWitt, Arkansas, 1894. július 24. – Jupiter, Florida, 1964. február 1.) amerikai amerikaifutball-játékos és -edző, atlétikai igazgató, valamint orvos. 1955 óta a College Football Hall of Fame tagja.

## Fiatalkora
Az Illinois állambeli Kewanee városának középiskolájában érettségizett, majd a Knox Főiskolán az 1912–13-as tanévben az amerikaifutball- és az atlétikacsapat tagja volt. 1913-ban átiratkozott a Dartmouth Főiskolára, ahol az amerikaifutball-csapat guardja volt. 1914-ben és 1915-ben elnyerte az All-America elismerést.

## Pályafutása

### Edzőként
1917 és 1920 között a Dartmouth Indians, 1921 és 1924 között pedig 79,5%-os győzelmi aránnyal a West Virginia Mountaineers vezetőedzője volt. 1925 és 1929 között a Minnesota Golden Gophers edzője volt; 1929-ben a csapat a Big Ten Conference társbajnoka lett.
1930–1931-ben az Oregon Webfoots, 1932 és 1935 között pedig a Wisconsin Badgers edzői pozícióját töltötte be. 1936 között a Toledo Rockets edzője és atlétikai igazgatója volt. 1943–1944-ben a Maryland Terrapins munkatársaként 5–12–1-es eredményt ért el.
Az 1922-es és 1927-es szezonjai veretlenek voltak. 1955-től a College Football Hall of Fame tagja.

### Orvosként
Edzői pályafutása alatt a Chicagói Egyetemre és a Rush Orvosi Főiskolára járt, majd visszavonulása után több évig orvosként dolgozott.

## Eredményei vezetőedzőként
| Év                                            | Eredmény                      | Eredmény                      | Helyezés                      |   |
| Év                                            | Összesített                   | Konferencia                   | Helyezés                      |   |
| Dartmouth Indians (Független)                 | Dartmouth Indians (Független) | Dartmouth Indians (Független) | Dartmouth Indians (Független) |   |
| --------------------------------------------- | ----------------------------- | ----------------------------- | ----------------------------- | - |
| 1917                                          | 5–3                           | –                             | –                             |   |
| 1918                                          | 3–3                           | –                             | –                             |   |
| 1919                                          | 6–1–1                         | –                             | –                             |   |
| 1920                                          | 7–2                           | –                             | –                             |   |
| Eredmény:                                     | 21–9–1                        | –                             | –                             | – |
| West Virginia Mountaineers (Független)        |                               |                               |                               |   |
| 1921                                          | 5–4–1                         | –                             | –                             |   |
| 1922                                          | 10–0–1                        | –                             | –                             |   |
| 1923                                          | 7–1–1                         | –                             | –                             |   |
| 1924                                          | 8–1                           | –                             | –                             |   |
| Eredmény:                                     | 30–6–3                        | –                             | –                             |   |
| Minnesota Golden Gophers (Big Ten Conference) |                               |                               |                               |   |
| 1925                                          | 5–2–1                         | 1–1–1                         | T–4.                          |   |
| 1926                                          | 5–3                           | 2–2                           | T–6.                          |   |
| 1927                                          | 6–0–2                         | 3–0–1                         | T–1.                          |   |
| 1928                                          | 6–2                           | 4–2                           | 3.                            |   |
| 1929                                          | 6–2                           | 3–2                           | T–3.                          |   |
| Eredmény:                                     | 28–9–3                        | 13–7–2                        | –                             |   |
| Oregon Webfoots (Pacific Coast Conference)    |                               |                               |                               |   |
| 1930                                          | 7–2                           | 3–1                           | 4.                            |   |
| 1931                                          | 6–2–2                         | 3–1–1                         | 3.                            |   |
| Eredmény:                                     | 13–14–2                       | 6–2–1                         |                               |   |
| Wisconsin Badgers (Big Ten Conference)        |                               |                               |                               |   |
| 1932                                          | 6–1–1                         | 4–1–1                         | 3.                            |   |
| 1933                                          | 2–5–1                         | 0–5–1                         | 10.                           |   |
| 1934                                          | 4–4                           | 2–3                           | T–5.                          |   |
| 1935                                          | 1–7                           | 1–4                           | T–9.                          |   |
| Eredmény:                                     | 13–17–2                       | 7–13–2                        | –                             |   |
| Toledo Rockets (Ohio Athletic Conference)     |                               |                               |                               |   |
| 1936                                          | 2–6                           | 2–1                           | T–6.                          |   |
| 1937                                          | 6–3                           | 0–0                           | –                             |   |
| 1938                                          | 6–3–1                         | 0–0–1                         | T–10.                         |   |
| 1939                                          | 7–3                           | 1–0                           | 2.                            |   |
| 1940                                          | 6–3                           | 1–1                           | T–9.                          |   |
| 1941                                          | 7–4                           | 2–0                           | 3.                            |   |
| 1942                                          | 4–4–1                         | 1–0–1                         | 4.                            |   |
| Eredmény:                                     | 38–26–2                       | 7–2–2                         | –                             |   |
| Maryland Terrapins (Southern Conference)      |                               |                               |                               |   |
| 1943                                          | 4–5                           | 2–0                           | 2.                            |   |
| 1944                                          | 1–7–1                         | 1–1                           | 6.                            |   |
| Eredmény:                                     | 5–12–1                        | 3–1                           |                               |   |
| Összesen:                                     | 143–83–14                     | –                             | –                             |   |
| Jelmagyarázat: Konferenciabajnok              |                               |                               |                               |   |

## Fordítás
- Ez a szócikk részben vagy egészben  a   Clarence Spears című angol Wikipédia-szócikk ezen változatának fordításán alapul.  Az eredeti cikk szerkesztőit annak laptörténete sorolja fel. Ez a jelzés csupán a megfogalmazás eredetét és a szerzői jogokat jelzi, nem szolgál a cikkben szereplő információk forrásmegjelöléseként.